# Thalictrum calabricum
Thalictrum calabricum är en ranunkelväxtart som beskrevs av Sprengel. Thalictrum calabricum ingår i släktet rutor, och familjen ranunkelväxter. Inga underarter finns listade i Catalogue of Life.